# 1146
El 1146 (MCXLVI) fou un any comú començat en dimarts.

## Esdeveniments
- Bernat de Claravall predica la Segona Croada.[1]

## Defuncions
- 27 d'agost: Eric de Dinamarca, rei danès.[2]